# Musée des Beaux-Arts de Quimper
Pour les articles homonymes, voir Musée des beaux-arts.
Le musée des Beaux-Arts de Quimper est un musée d'art situé à Quimper. Il voit le jour en 1864, grâce au comte Jean-Marie de Silguy qui lègue la totalité de sa collection à sa ville natale, à la seule condition qu’un musée y soit construit pour accueillir ses peintures et dessins. C'est aujourd'hui l'un des principaux musées d'arts de l'ouest de la France, présentant de riches collections de peinture française (notamment du XIXe siècle), italienne, flamande et hollandaise du XIVe siècle à nos jours.

## Histoire et bâtiment
Le legs du comte Jean-Marie de Silguy (mort en 1864) de 1 200 peintures, 2 000 dessins et 12 000 gravures est à l'origine du premier musée de Quimper. En effet ce legs est assorti d'une condition : la construction par la municipalité d’un musée destiné à conserver et exposer la collection.
Le musée est construit sur la place principale de Quimper et face à la cathédrale sur des parcelles mitoyennes du nouvel hôtel de ville acquises par la Ville en 1866. La construction de l'édifice est confiée en 1867 à l’architecte Joseph Bigot, qui est également l'architecte des flèches de la cathédrale. Les travaux débutent en 1869 et le musée est inauguré le 15 août 1872. Le style néoclassique est choisis pour la façade afin de garder une uniformité avec la façade de l'hôtel de ville qui colle le bâtiment.
Sa façade du XIXe siècle contraste avec la clarté de son intérieur, entièrement rénové sous la direction d'André Cariou en 1993 par Jean-Paul Philippon, architecte. Derrière la façade intacte, le musée a été entièrement refait selon des choix architecturaux résolument modernes, fondés sur le principe de la transparence, permettant une meilleure exposition des œuvres et un notable gain de surface. Ainsi, depuis la rénovation, 700 œuvres sont exposées en permanence tandis qu'un espace spécifique dédié aux expositions temporaires a pu être créé. Le musée dispose également d'un auditorium, d'un service d'accueil et d'une libraire-boutique.

## Fréquentation
Le graphique qui aurait dû être présenté ici ne peut pas être affiché car il utilise l'ancienne extension Graph, désactivée pour des questions de sécurité. Des indications pour créer un nouveau graphique avec la nouvelle extension Chart sont disponibles ici.

## Les collections

### Peintures anciennes

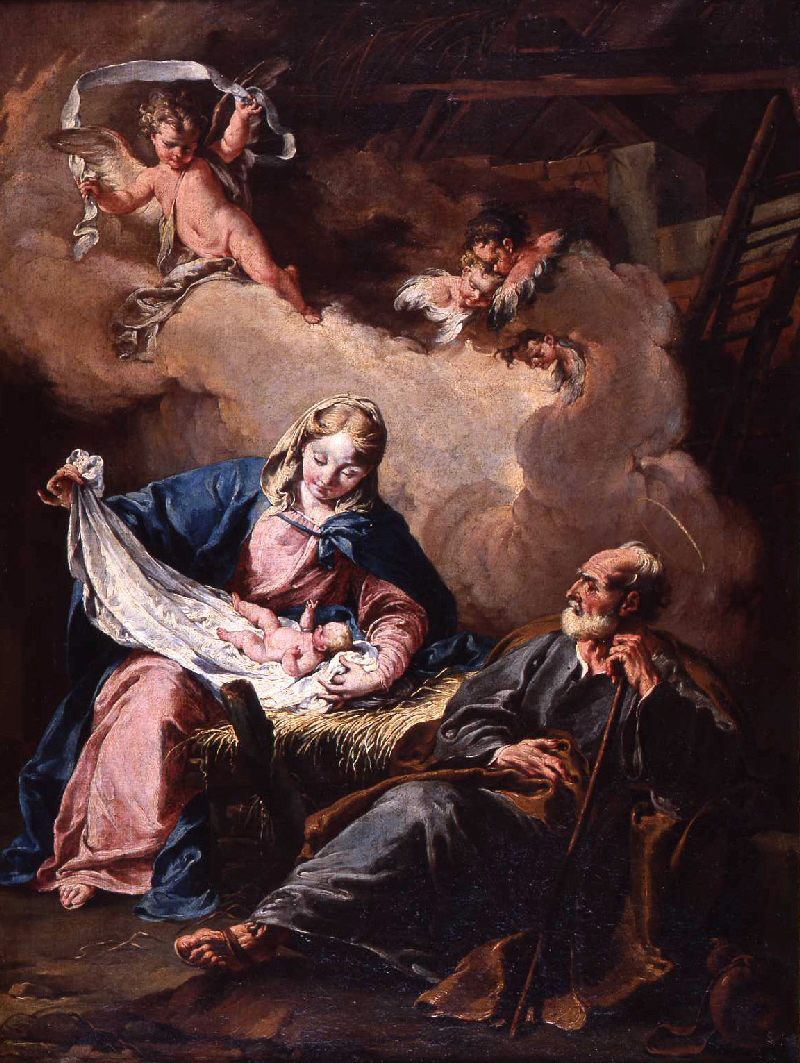
Giambattista Pittoni, La Nativité (vers 1730-35), huile sur toile.

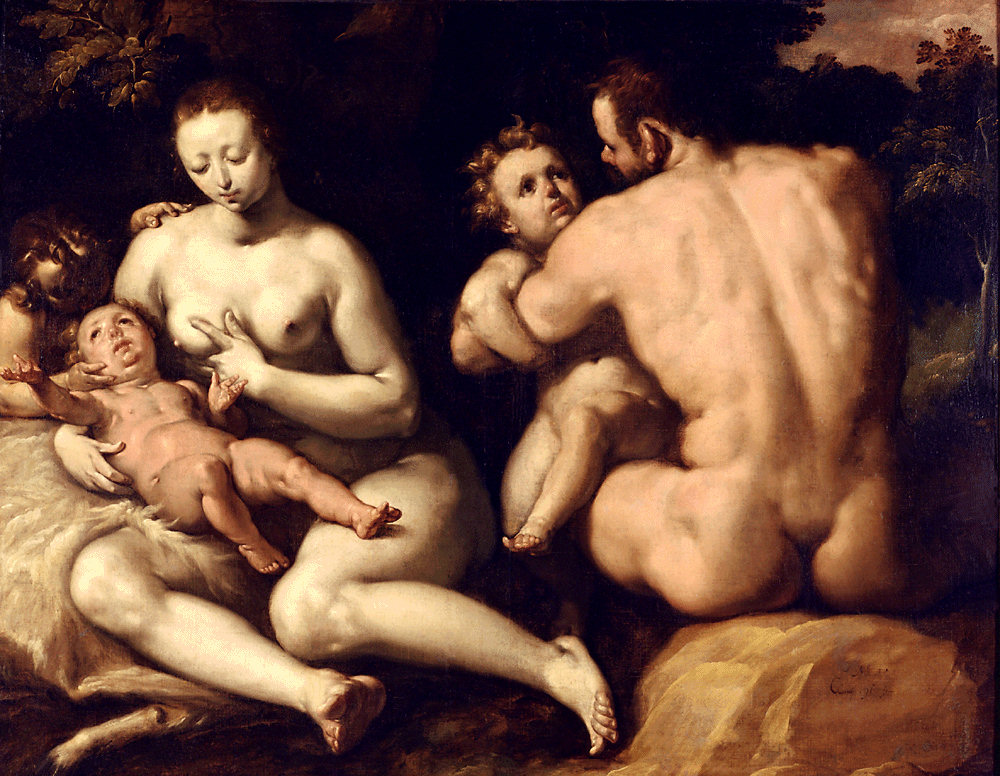
Cornelis Cornelisz van Haarlem, La première Famille (vers 1582-1592), huile sur toile.

La collection compte des œuvres de l'école française des XVIIe et XVIIIe siècles de peintres tels que Lubin Baugin, Pierre Mignard (La Foi et L'Espérance, 1692), Nicolas Loir, Jean Jouvenet, Nicolas de Largillierre (Nature morte avec instrument de musique, 1695-1700), Noël Hallé (La nuit, vers 1753), François Boucher (L’Enlèvement de Proserpine, 1769), Carle Van Loo, Louis Tocqué, Jean Honoré Fragonard (Le Combat de Minerve contre Mars, vers 1771), Louis Jean François Lagrenée (Esther et Assuérus, 1775-1780), Claude Joseph Vernet (Marine, clair de lune, 1772 et Le Pêcheur à la ligne, 1788), Hubert Robert (Fête de nuit, donnée par la Reine, 1782-1783), Antoine-François Callet, Adélaïde Labille-Guiard ou encore Pierre-Henri de Valenciennes (Narcisse se mirant dans l'eau et Biblis changée en fontaine, 1792-1793).
Les écoles du Nord (Flandres et Hollande), bien représentées grâce au legs du comte de Silguy, sont présentes avec, entre autres, des tableaux de Frans Floris, Cornelis Cornelisz van Haarlem (La Première Famille, 1589, l'un de ses chefs-d'œuvre, et Adam et Eve au paradis terrestre, 1625), Pieter Bruegel le Jeune (La Danse de noce), Joos de Momper, Rubens (Le Martyre de sainte Lucie, vers 1620), Jacob Jordaens (Mater Dolorosa, 1617-1620), David Vinckboons, Frans II Francken, Jan Van Bijlert (Femme et Enfant, vers 1630), Pieter De Grebber (La Vierge enseignant à lire à l'Enfant Jésus, vers 1630), Jacques d'Arthois, Abraham Govaerts, Jan Van Goyen, Jan van Kessel, Otto Marseus van Schrieck (Chardons, Ecureuil, Reptiles et Insectes, vers 1660), Nicolas Maes (Portrait d'une jeune femme, vers 1676), Ferdinand Bol, Gérard de Lairesse.
L'Italie, quant à elle, est représentée par un ensemble plus réduit mais qui compte néanmoins des œuvres de qualité, avec des artistes tels que Bartolo di Fredi, Francesco Bassano le Jeune, Nicolò dell'Abbate (Vénus endormie), L'Albane, Guido Reni (Sainte Madeleine en prière), le Napolitain Francesco Solimena (bel ensemble de quatre toiles) et les Vénitiens Francesco Trevisani et Giovanni Battista Pittoni (Nativité). Une Judith portant la tête d'Holopherne est attribuée à Artemisia Gentileschi. Quelques œuvres de l'école espagnole complètent ce panorama de la peinture européenne ancienne, notamment de Antonio González Velázquez un Christophe Colomb offrant le Nouveau Monde aux Rois Catholiques, esquisse pour une fresque du palais royal de Madrid.

### Peintures duXIXeauXXesiècle

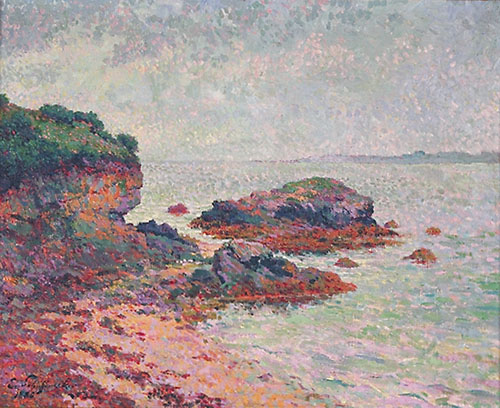
Émile Schuffenecker, Côte rocheuse en Bretagne (1886), huile sur toile.

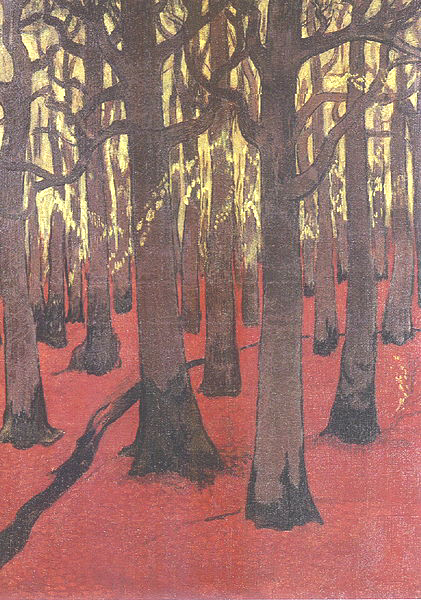
Georges Lacombe, La Forêt au sol rouge (1891).

La collection comporte des œuvres de peintres eux-mêmes bretons et d'artistes attirés par les paysages et la paysannerie de la Bretagne à la fin du XIXe siècle et au XXe siècle, comme, notamment, les peintres Nabis de l'école de Pont-Aven. Parmi ces peintres, on retrouve exposés au musée Évariste-Vital Luminais, Eugène Boudin (notamment Noces à Quimper de 1857, œuvre acquise en 2012), James Abbott McNeill Whistler (La Côte de Bretagne), Paul Gauguin (L'Oie), Émile Bernard (Portrait de l'artiste au turban jaune), Georges Lacombe, Maximilien Luce (Côte rocheuse, 1893), Maxime Maufra, Charles Camoin, Paul-Élie Ranson, Lucien Simon (Famille bigoudène en deuil), Meyer de Haan, Félix Vallotton, ou encore Maurice Denis, Albert Marquet et Jean-Julien Lemordant. Paul Sérusier est représenté par L'Incantation ou Le Bois sacré (1891), Jeune Bretonne à la cruche (1892), ou encore L'Adieu à Gauguin (1906). Le musée possède également des œuvres d'autres artistes majeurs du XIXe siècle comme Théodore Chassériau ou Camille Corot.

### Dessins
Le cabinet d'arts graphiques renferme des dessins des principales écoles européennes de peinture, les 2 000 dessins légués par de Silguy formant ici aussi le gros de la collection. Le fonds est dominé par l'école française et, dans une moindre mesure, par l'italienne. Les écoles du Nord et espagnole sont très peu représentées.
Le fonds français est le plus complet. Le XVIIe siècle est illustré par des feuilles de Jacques Callot, Simon Vouet, Jacques Stella, Eustache Le Sueur, Charles Le Brun, Jacques Courtois ou encore François Verdier. Mais c'est surtout le XVIIIe siècle qui se démarque grâce à l'homogénéité du fonds détenu par le musée, qui permet de retracer tous les développements du dessin en France au cours de ce siècle. La plupart des artistes majeurs sont représentés, du rococo au néoclassicisme : Antoine Watteau, François Lemoyne, Charles Parrocel, Jean II Restout, Edme Bouchardon, Natoire (une étude pour Vénus à sa toilette, au musée des Beaux-Arts de Bordeaux), François Boucher (un Paysage et la Continence de Scipion, étude pour une commande du roi de Pologne jamais réalisée), Carle Van Loo (plusieurs dessins dont une étude pour Agamemnon dans la composition du Sacrifice d’Iphigénie du palais de Sanssouci de Potsdam), Jean-Honoré Fragonard, Gabriel de Saint-Aubin, Jean-Baptiste Greuze, Jean-Jacques et Louis Jean François Lagrenée, Hubert Robert (avec de nombreux dessins), Huet, François-André Vincent, Louis-François Cassas, François-Xavier Fabre ou François Gérard.
L'école italienne, de la Renaissance au XVIIIe siècle, compte quelques belles feuilles, notamment de Nicolò dell'Abbate, Luca Cambiaso, Domenico Piola, Giovanni Paolo Pannini, Giambattista Tiepolo, Francesco Fontebasso et Piranèse.
Le XIXe siècle, principalement français, compte, entre autres, des dessins de Louis-Léopold Boilly, Paul Sérusier, Emile Bernard etc.

### Gravures
Le legs du comte de Silguy comprenait 12 000 gravures qui constituent encore aujourd'hui le cœur de la collection de gravures du musée.

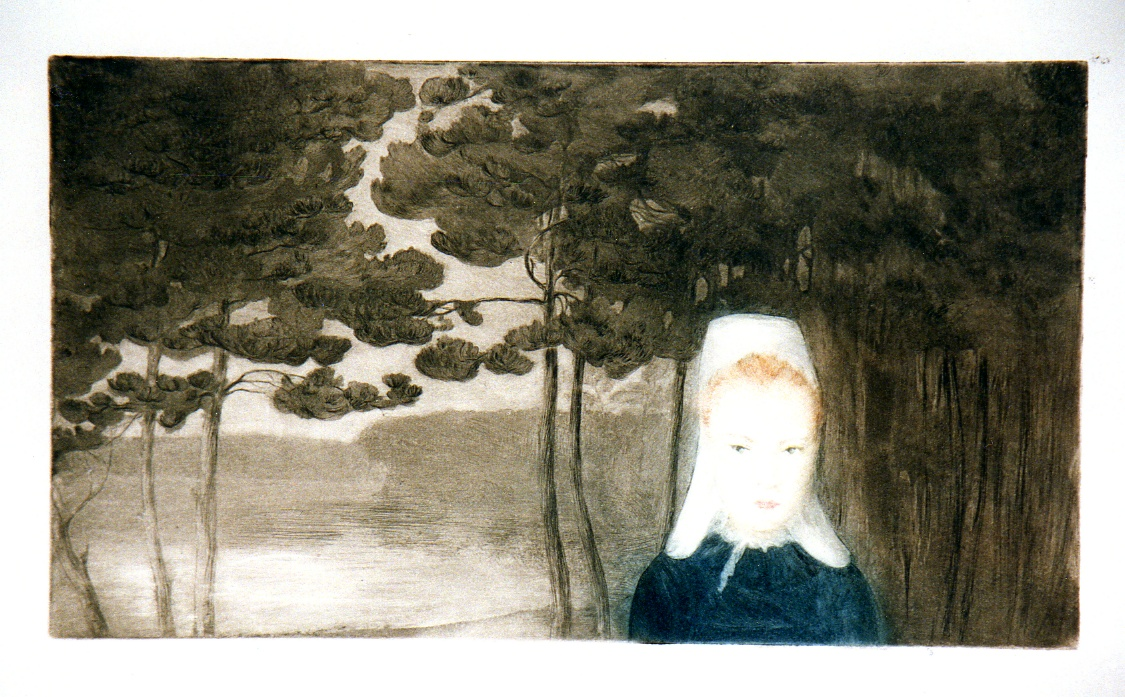
Marie-Annick, eau-forte de Nori Malo-Renault (1902)

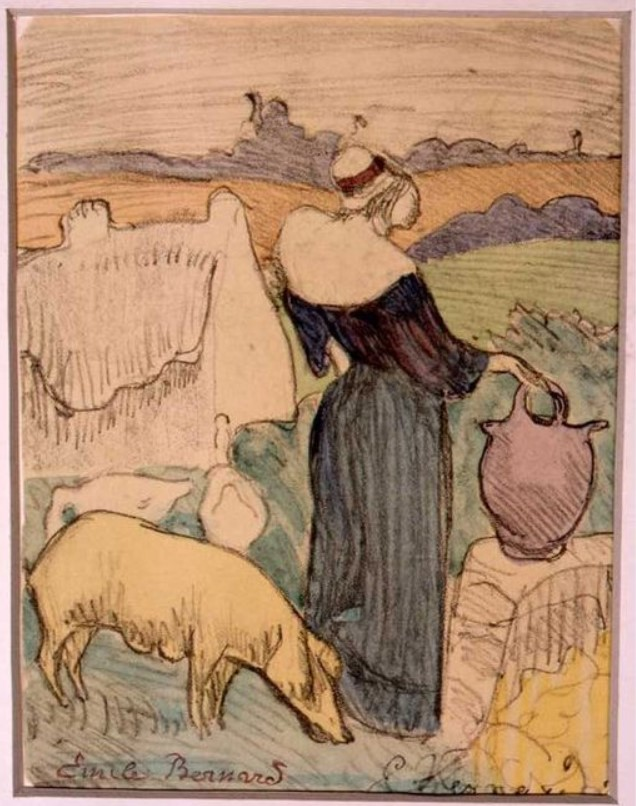
Bretonne à la cruche, Émile Bernard

### Médailles
- Georges Lacombe (1868-1916) : Médaillon de Paul Ranson.

### Sculptures
- Georges Lacombe (1868-1916) : Buste de Paul Sérusier, vers 1905-1906, bronze.
- Albert Miserey (1862-1938), sculpteur : Buste de La Tour d'Auvergne, 1893 (exposé au Salon)[2]
- Auguste Rodin (1840-1917) : Les Trois Ombres, vers 1880-1886, plâtre.

### Hommages

#### Max Jacob
Une salle du musée est dédiée à Max Jacob, originaire de Quimper. On y trouve de nombreuses œuvres de Jacob lui-même (gouaches, crayons, gravures, etc.) et de son entourage : notamment de Jean Cocteau (dessins), Picasso (trois eaux-fortes), Roger Toulouse et Amedeo Modigliani (dessin).

#### Jean Moulin
Jean Moulin, haut fonctionnaire avant de devenir l'une des figures emblématiques de la Résistance, exerça la fonction de sous-préfet à Chateaulin de 1930 à 1933. Pendant son séjour breton, il rencontra Max Jacob et, sur son conseil, illustra le recueil de poèmes de Tristan Corbière, "Armor", extrait des Amours jaunes. C'est sous le pseudonyme de Romanin que sont signés les huit gravures.

#### Jean-Julien Lemordant
Au cœur du musée, dans un espace spécialement conçu, est exposé un ensemble exceptionnel de peintures de Jean-Julien Lemordant qui décoraient autrefois la salle à manger de l'Hôtel de l'Epée à Quimper.